# Демутація
Демутація (лат. de + mutatio — змінюю) — відновлення природного рослинного покриву, різновид вторинної сукцесії.
Демутація — це різновид вторинної сукцесії, що спрямована на відновлення екосистем після дигресії. Відбувається повернення до первинного (чи наближеного до нього) складу і співвідношення рослинних і тваринних угрупувань. Прикладом може бути відновлення лучної рослинності на покинутих пасовищах, формування нового деревостану на місці лісових згарищ чи вирубок і т. д. Можливість демутації визначається, зокрема, ступенем попереднього ураження (стадією дигресії екосистеми).